# Gornje Taborište (żupania sisacko-moslawińska)
Gornje Taborište – wieś w Chorwacji, w żupanii sisacko-moslawińskiej, w mieście Glina. W 2011 roku liczyła 56 mieszkańców.